# 牙山駅
牙山駅（アサンえき）は、大韓民国忠清南道牙山市排芳邑にある、韓国鉄道公社（KORAIL）の駅。
長項線の途中駅であり、ITX-セマウル・ムグンファ号といった中長距離列車の他、ソウル首都圏近郊電車の長項電鉄線も乗り入れる。長項電鉄線の駅番号は「P172」。

## 歴史
- 2007年3月30日 - 普通駅として開業[1]。
- 2008年12月15日 - 長項電鉄線が運行開始[2]。
- 2009年6月1日 - ヌリロ号運行開始。
- 2015年2月5日 - 西海金光列車(WEST GOLD TRAIN)運行開始、停車駅となる。
- 2016年12月9日 - ヌリロ号運行中止。

## 駅構造

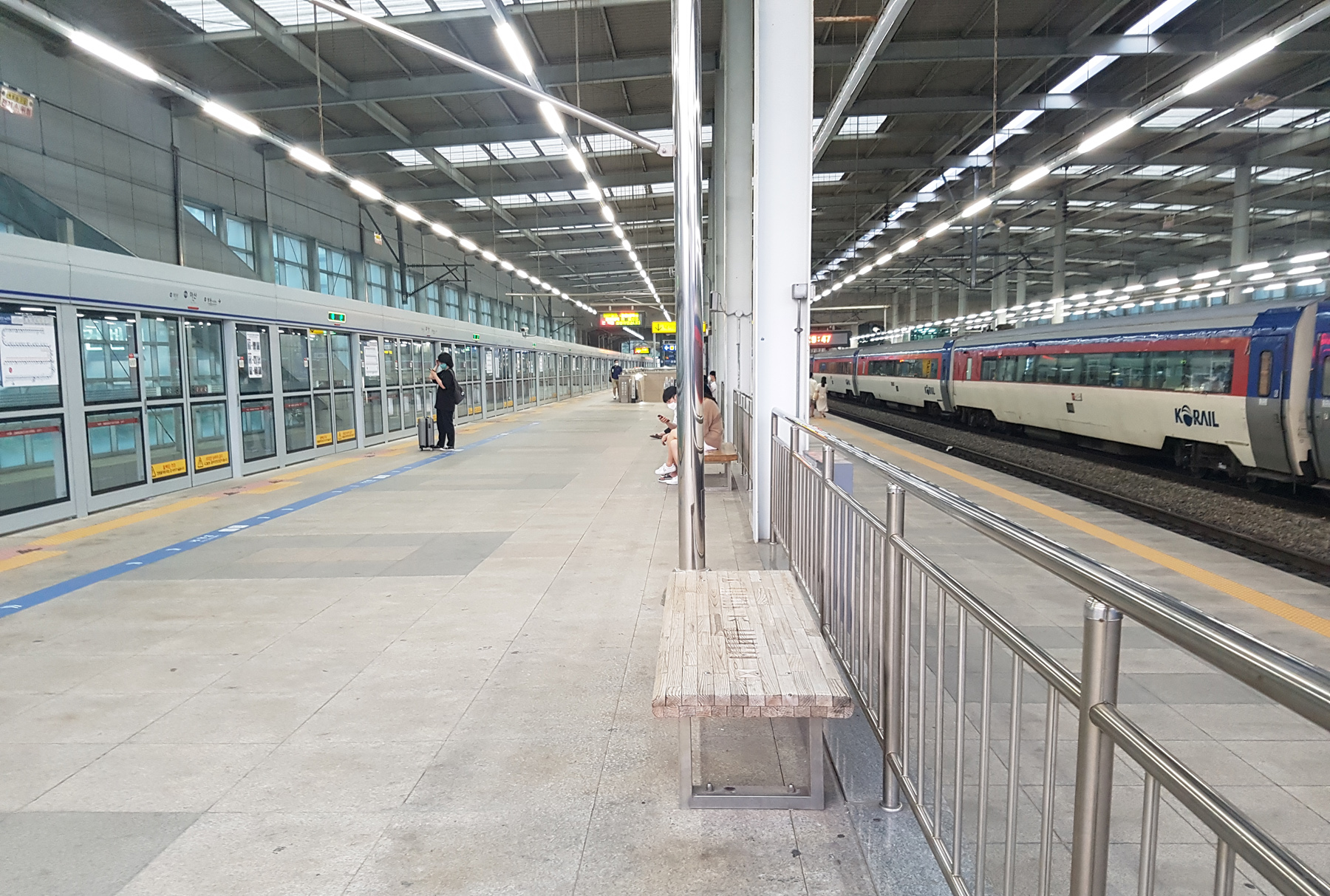
ホーム。ホーム中心でホーム高さが異なっており柵で区切られている。（2020年6月7日）

島式ホーム2面4線の高架駅で、中長距離列車は内側2線を、長項電鉄線は外側2線をそれぞれ使用する。中長距離列車は低床ホーム、長項電鉄線は高床ホームとなっており、各ホームの中心でホーム高さが異なる。

### のりば
| 1 | 長項線 | 長項電鉄線   | 湯井 · 排芳 · 温陽温泉 · 新昌方面             |
| 2 | 長項線 | 中長距離列車 | 洪城 · 大川 · 長項 · 群山 · 益山方面          |
| 3 | 長項線 | 中長距離列車 | 天安 · 平沢 · 水原 · 安養 · 永登浦 · 龍山方面 |
| 4 | 長項線 | 長項電鉄線   | 九老 · 地下ソウル駅 · 清凉里 · 光云大方面     |

## 利用状況
近年の一日平均乗車人員推移は下記の通り。
| 路線   | 乗車人員 | 乗車人員 | 乗車人員 | 乗車人員 | 乗車人員 | 乗車人員 | 乗車人員 | 乗車人員 | 乗車人員 | 乗車人員 | 乗車人員 | 注 釈 |
| 路線   | 2008年   | 2009年   | 2010年   | 2011年   | 2012年   | 2013年   | 2014年   | 2015年   | 2016年   | 2017年   | 2018年   | 注 釈 |
| ------ | -------- | -------- | -------- | -------- | -------- | -------- | -------- | -------- | -------- | -------- | -------- | ----- |
| 長項線 | 599      | 1,249    | 1,513    | 2,362    | 2,173    | 2,348    | 2,610    | 2,518    | 2,683    | 3,040    | 3,183    | [ 3 ] |
| 長項線 | 2018年   | 2019年   | 2020年   | 2021年   | 2022年   |          |          |          |          |          |          | [ 3 ] |
| 長項線 | 3,183    | 3,403    | 2,179    | 2,647    | 3,599    |          |          |          |          |          |          | [ 3 ] |

## 隣の駅
韓国鉄道公社
長項線
ITX-セマウル・ムグンファ号
天安駅 - 牙山駅 - 温陽温泉駅
西海金ビッ列車
水原駅 - 牙山駅 - 温陽温泉駅
 長項電鉄線（首都圏電鉄1号線）
緩行
双龍(ナザレン大)駅 (P171) - 牙山駅 (P172) - 湯井駅 (P173)